# Misefa
Misefa è un comune dell'Ungheria di 298 abitanti (dati 2001). È situato nella contea di Zala.